# Tasmina Ahmed-Sheikh

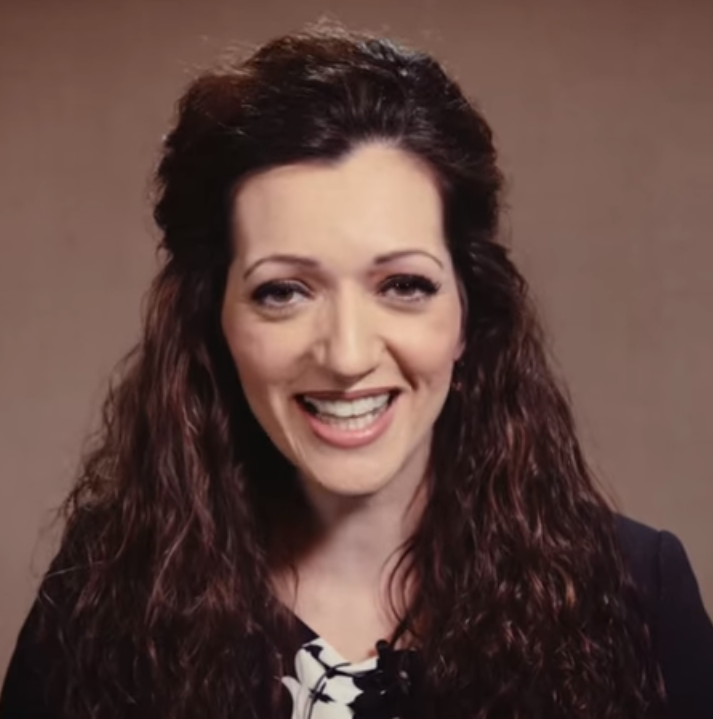
Tasmina Ahmed-Sheikh (2015)

Tasmina Ahmed-Sheikh OBE MP (* 5. Oktober 1970 in London) ist eine schottische Politikerin der Alba Party. Als Mitglied der Scottish National Party (SNP) vertrat sie von 2015 bis 2017 den Wahlkreis Ochil and South Perthshire im britischen Unterhaus.
Ahmed-Sheikh ist verheiratet, hat vier Kinder und ist praktizierende Muslimin. Sie ist Gründer und war erste Vorsitzende der Scottish Asian Women’s Association (SAWA).

## Leben
Ahmed-Sheikh wurde im Londoner Stadtteil Chelsea geboren, wuchs aber in Edinburgh auf. Ihre Mutter ist walisischer und tschechischer Herkunft und als Schauspielerin bei der Royal Shakespeare Company tätig, ihr Vater ist pakistanischer Herkunft und wurde für die Conservative Party zum ersten asiatischstämmigen Kommunalpolitiker (councillor) in Schottland gewählt. Ahmed-Sheikh studierte Jura an der Universität  Edinburgh und der Universität Strathclyde. Nach einem kurzen Abstecher in die pakistanische Filmindustrie entschied sie, sich auf ihre Familie sowie ihre berufliche und politische Karriere zu konzentrieren. Sie wurde Teilhaberin der Glasgower Anwaltskanzlei Hamilton Burns.

## Politischer Werdegang
Über ihren Vater kam Ahmed-Sheikh bereits im Alter von zehn Jahren in Kontakt mit Politik. In der Folge engagierte sie sich bei den Young Conservatives und stieg dort zur Vorsitzenden des Bezirks Glasgow Central auf. Mitte der 1990er-Jahre unterstützte sie Mohammad Sarwar und war in der Folge auch für zwei Jahre Mitglied der Labour Party. Bei der Parlamentswahl in Schottland 1999 kandidierte Ahmed-Sheikh für die Scottish Conservative Party im Wahlkreis Glasgow Govan. Sie erhielt kein Mandat, wurde aber als junge Frau mit Migrationshintergrund als neues Gesicht und Nachwuchshoffnung der Konservativen gesehen. Sie kritisierte unter anderem das Nein der SNP zum NATO-Einsatz im Kosovo und deren Pläne für Steuererhöhungen. Im Jahr 2000 trat sie aufgrund von William Hagues „rechtsgerichteten“ Aussagen über Asylbewerber aus der Conservative Party aus und wechselte noch im gleichen Jahr zur SNP.
Beim Referendum im September 2014 sprach sich Ahmed-Sheikh als Mitglied des Komitees Yes Scotland für die Unabhängigkeit Schottlands vom Vereinigten Königreich aus. Bei der Europawahl 2014 kandidierte sie auf Listenplatz 3 der SNP, verpasst damit aber den Einzug ins Europäische Parlament. Bei der Unterhauswahl im Mai 2015 wurde sie mit 46 % der Stimmen gegen den bisherigen Labour-Abgeordneten Gordon Banks für den Wahlkreis Ochil and South Perthshire ins Parlament gewählt. Bei der Unterhauswahl im Juni 2017 unterlag sie gegen den konservativen Kandidaten Luke Graham. Mittlerweile zur Alba Party von Alex Salmond übergetreten, kandidierte Ahmed-Sheikh bei der Wahl zum Schottischen Parlament im Mai 2021 im Bezirk Central Scotland, blieb damit aber erfolglos.

## Film und Fernsehen
Im Rahmen ihrer Hochzeitsreise nach Pakistan kam Ahmed-Sheikh in Kontakt mit dortigen Filmschaffenden und war dort zeitweise in verschiedenen Rollen, wie etwa bei der Neuauflage der Fernsehserie Des Pardes zu sehen.  Für die seit 2017 bei RT UK regelmäßig gesendete Alex Salmond Show fungiert sie als Co-Produzentin und Editorin und führt teilweise auch Interviews mit Gesprächspartnern durch.